# Eybens
 Eybens  es una población y comuna francesa, en la región de Ródano-Alpes, departamento de Isère, en el distrito de Grenoble y cantón de Échirolles.

## Demografía
| 2346 | 3310 | 5436 | 5843 | 8013 | 9471 | 9335 | 9944 |
| Para los censos de 1962 a 1999 la población legal corresponde a la población sin duplicidades (Fuente: INSEE [Consultar]) |      |      |      |      |      |      |      |